# Mario Fuchs (Schauspieler)

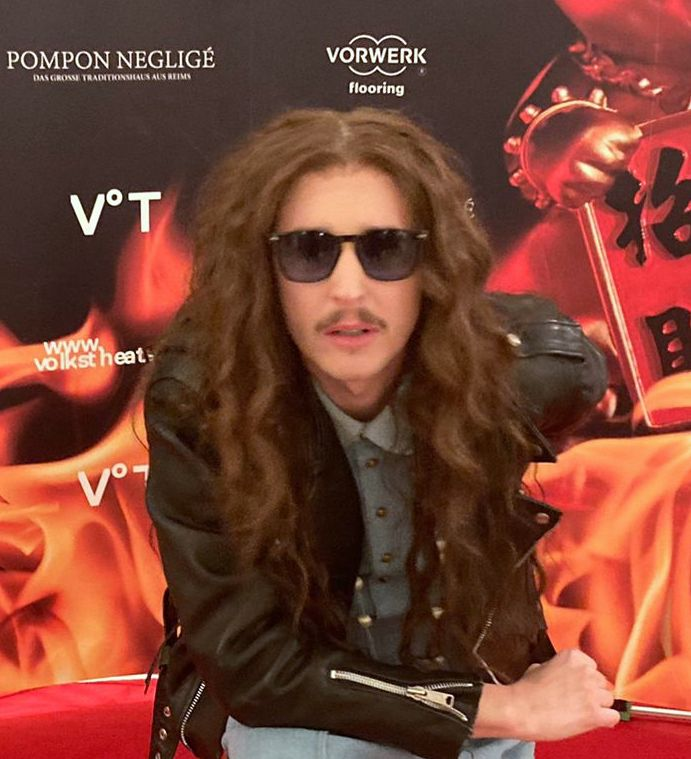
Mario Fuchs in seiner Rolle als Fritjof Blavatsky im Theaterstück Apokalypse Miau, bei der Uraufführung am 1. Dezember 2022 am Volkstheater in Wien

Mario Fuchs (* 29. Dezember 1985 in Bern) ist ein Schweizer Schauspieler.

## Leben
Mario Fuchs ist in Bern geboren und in Solothurn aufgewachsen. Nach einem Germanistik- und Geschichtsstudium studierte er 2008 bis 2012 Schauspiel an der Zürcher Hochschule der Künste.
Sein Erstengagement führte ihn 2012 ans Schauspiel Frankfurt, wo er unter anderem mit Christopher Rüping, Alexander Eisenach, Laura Linnenbaum und Schorsch Kamerun zusammenarbeite.
Seit 2015 war er Ensemblemitglied am Theater Basel. Dort arbeitete er unter anderem mit Thom Luz, Julia Hölscher, Thorleifur Örn Arnarsson, Claudia Bauer, Philipp Stölzl und Anita Vulesica zusammen. Für seine Hauptrolle Mesa in Mittagswende (Regie: Julia Hölscher) wurde er 2017 von der Armin Ziegler-Stiftung ausgezeichnet. Die Zeitschrift Theater heute nominierte ihn 2017 und 2018 als besten Nachwuchsschauspieler des Jahres. Mit der Produktion Tartuffe oder Das Schwein der Weisen (Regie: Claudia Bauer) wurde er 2019 zum Berliner Theatertreffen eingeladen. Im gleichen Jahr spielte er in der gefeierten Uraufführung Andersens Erzählungen (Regie: Philipp Stölzl) Hans-Christian Andersens Jugendfreund Edvard Collin sowie die Titelrolle in Robert Walsers Der Gehülfe (Regie: Anita Vulesica). 2021 wurde er mit Graf Öderland (Regie: Stefan Bachmann, Koproduktion Residenztheater München und Theater Basel) erneut zum Berliner Theatertreffen eingeladen.
Seit August 2020 arbeitet er freischaffend und ist als Gast unter anderem am Residenztheater München und am Schauspielhaus Graz engagiert.
Mario Fuchs arbeitet regelmässig für Film- und Fernsehproduktionen. Einem breiten Publikum bekannt wurde er 2015 als Praktikant Silvan Bühler im Tatort Kleine Prinzen. An der Seite von Samuel Koch spielte er 2018 im Kinospielfilm Draußen in meinem Kopf.
Seit 2013 ist er zudem regelmässig Sprecher in Hörspielproduktionen.

## Filmografie (Auswahl)
- 2010: Hinter diesen Bergen (Kinospielfilm)
- 2010: Brunching (Kurzfilm)
- 2012: Happy Together (Kurzfilm)
- 2013: Nina (Spielfilm)
- 2015: Terrain Vague (Kurzfilm)
- 2015: Flow (Kurzfilm)
- 2015: Tatort: Kleine Prinzen (Fernsehfilmreihe)
- 2017: Halb ganz gits nid (Kurzfilm)
- 2017: Danzamatta (Kurzfilm)
- 2017: Draußen in meinem Kopf (Kinospielfilm 2017)
- 2019: Tartuffe oder Das Schwein der Weisen (Theateraufzeichnung)
- 2021: Graf Öderland (Theateraufzeichnung)
- 2022: Die Beschatter (Fernsehserie)
- 2024: Tatort: Von Affen und Menschen
- 2025: Oben ohne

## Theater (Auswahl)
- 2011: JEKYLL / HYDE, Kampnagel, Regie: Christopher Rüping
- 2011: Enjoy Violance, Zürcher Hochschule der Künste, Regie: Dominik Locher
- 2011: Der Besuch der Alten Dame, Luzerner Theater, Regie: Wojtek Klemm
- 2013: Eine Teufeliade, Schauspiel Frankfurt, Regie: Laura Linnenbaum
- 2013: Wälsungenblut, Schauspiel Frankfurt, Regie: Alexander Eisenach
- 2013: Dekalog – Die zehn Gebote, Schauspiel Frankfurt, Regie: Christopher Rüping
- 2014: Fauser, mon Amour, Schauspiel Frankfurt, Regie: Alexander Eisenach
- 2014: Frankfurter Rendez-Vous, Schauspiel Frankfurt, Regie: Schorsch Kamerun
- 2015: LSD – Mein Sorgenkind, Theater Basel, Regie: Thom Luz
- 2016: Der Menschen Feind, Theater Basel, Regie: Claudia Bauer
- 2016: Farinet, Theater Basel, Regie: Nora Schlocker
- 2017: Mittagswende, Theater Basel, Regie: Julia Hölscher
- 2018: Amphitryon, Theater Basel, Regie Julia Hölscher
- 2018: Polarrot, Theater Basel, Regie: Daniela Kranz
- 2018: Tartuffe oder Das Schwein der Weisen, Theater Basel, Regie: Claudia Bauer
- 2019: Die Räuber, Theater Basel, Regie: Thorleifur Örn Arnarsson
- 2019: Radio Requiem, Theater Basel, Regie: Thom Luz
- 2019: Andersens Erzählungen, Theater Basel, Regie: Philipp Stölzl
- 2019: Der Gehülfe, Theater Basel, Regie: Anita Vulesica

- 2020: Graf Öderland, Theater Basel, Regie: Stefan Bachmann
- 2021: Der große Diktator, Schauspielhaus Graz, Regie: Clara Weyde